# Salute (Gordon Lightfoot)
Salute è un album in studio del cantautore canadese Gordon Lightfoot, pubblicato nel 1983.

## Tracce
1. Salute (A Lot More Livin' to Do) - 4:24
2. Gotta Get Away - 2:54
3. Whispers of the North - 3:20
4. Someone to Believe In - 3:32
5. Romance - 3:31
6. Knotty Pine - 4:00
7. Biscuit City - 2:55
8. Without You - 3:07
9. Tattoo - 4:28
10. Broken Dreams - 4:05